# Amblytropidia ferruginosa
Amblytropidia ferruginosa är en insektsart som beskrevs av Carl Stål 1873. Amblytropidia ferruginosa ingår i släktet Amblytropidia och familjen gräshoppor. Inga underarter finns listade i Catalogue of Life.